# 克劳迪奥·阿劳
克劳迪奥·阿劳·利昂（西班牙語：Claudio Arrau León，西班牙語發音：[ˈklawðjo aˈraw]；1903年2月6日—1991年6月9日），智利钢琴家。他的演奏范围很广，从巴洛克到20世纪的古典音乐均有建树，尤其以对巴赫、贝多芬、舒伯特、肖邦、舒曼、李斯特和勃拉姆斯的诠释而闻名。他被认为是20世纪最伟大的钢琴家之一。

## 生平

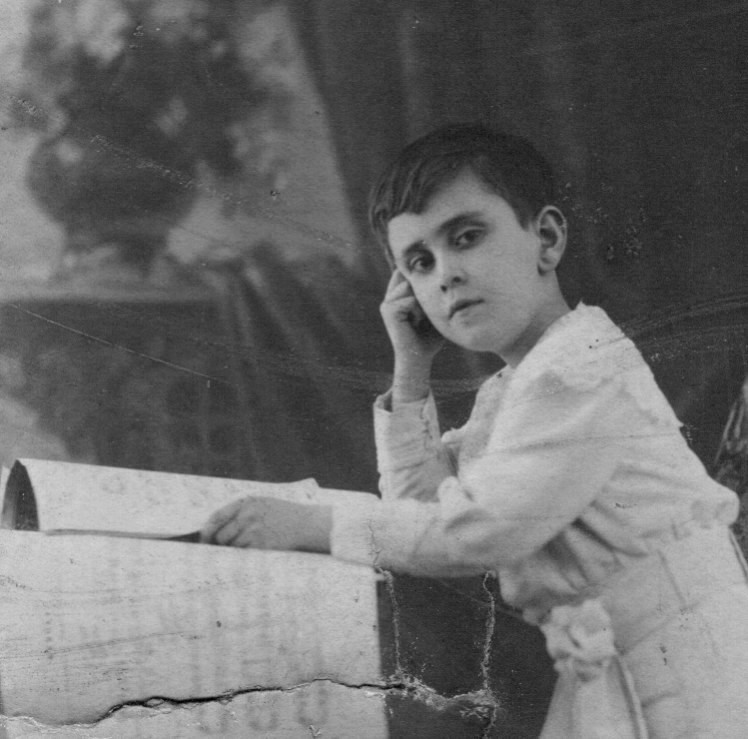
幼年的阿劳

阿劳1903年出生於智利的奇廉，他的父亲卡洛斯·阿劳（Carlos Arrau）是一名眼科医生，阿劳一岁时父亲便离世；他的母亲卢克利希亚·利昂（Lucrecia León）是一位鋼琴老師。他的家庭属于智利南部的一个古老而显赫的家族。他的祖先洛伦佐·德·阿劳（Lorenzo de Arrau）是西班牙工程师，被西班牙国王卡洛斯三世派往智利。
阿劳是一个神童，在识字之前就会读谱，但与许多演奏家不同的是，他家中从未有过专业音乐家。他的母亲是一名业余钢琴家，向他介绍了钢琴。他5岁便开了第一场个人音乐会，當時的曲目包括贝多芬、莫札特和李斯特的音乐。7岁由智利政府出资公费到德国学习师从马丁·克劳泽（Martin Krause）。马丁·克劳泽曾是弗朗兹·李斯特（Franz Liszt）的学生。阿勞11岁时即可演奏李斯特的超技练习曲和勃拉姆斯的帕格尼尼主題變奏曲。
克劳泽1914年寄出的一封亲笔签名信中提及：“克劳迪奥·阿劳是一个天赋极高的智利青年，在我的指导下，钢琴演奏进步神速。他肯定会登上钢琴技艺的最高峰。由于他在我的直接监督下弹琴，我亲眼看到，别人以最大努力才能获得的成果，他却得来全不费功夫。他以整个心灵和全副热忱，沉浸在艺术之中；这对他这般年龄的人来说，是最重要的一个因素。”
马丁·克劳泽在教阿劳的第五年去世，这位15岁的学生因失去导师而悲痛欲绝；在那之后，阿劳没有继续正式学习，而是靠个人努力展开了职业钢琴家的成功之路。1935年，阿劳在柏林举办了12场音乐会演奏巴赫的全套键盘作品，取得极大成功。之后第二年，阿劳举办了莫扎特的全套钢琴作品音乐会，紧接其后的还有舒伯特和韦伯的作品系列音乐会。1938年，阿劳在墨西哥城举办了贝多芬全套钢琴协奏曲和奏鸣曲的系列音乐会，这是他第一次全身投入地把自己与贝多芬紧密地联系在一起。在后来的日子里，阿劳曾多次举行贝多芬全套钢琴协奏曲和奏鸣曲的系列音乐会，包括在纽约和伦敦这样的音乐重镇，被公认为二十世纪贝多芬作品的权威演绎者。
阿劳的一生都在为他的事业奋斗，最终无愧地取得了世界公认的钢琴大师的声望。在阿劳迈入八十岁之际，他成为世界上最重要的音乐家之一，在1982至83年的音乐季中，国际上大部分的媒体把这称作“阿劳的年代”，以示对他的敬重与荣耀。
1991年6月，阿劳因6月8日为纠正肠梗阻而进行的急诊手术的并发症，在奥地利的米尔茨楚施拉格去世，当时他正筹划录制巴赫的键盘作品全集，还准备了一些海顿、门德尔松、雷格和布索尼的作品，以及布列兹的第三钢琴奏鸣曲。他的遗体被安葬在他的家乡智利奇廉。

## 获奖与荣誉
阿劳曾经获得很多奖项，其中包括联合国教科文组织颁发的世界遗产音乐大奖（The International UNESCO Music Prize，1983年），德国颁发的大十字勋章（1970年），法国颁发的荣誉军团司令勋章（1983年），柏林爱乐乐团颁发的汉斯·冯·彪罗勋章（1980年），伦敦皇家爱乐协会颁发的金质奖章（1990年）等等，2012年，留声机杂志评选的古典音乐名人堂（Gramophone Hall of Fame），阿劳名列其中。

## 言论
作为一位诠释者，一定要与他诠释的作品血脉相连。因为在音乐中，我们处理的是音符，而不是文字，是和弦，是过渡，是色彩和表达，音乐的意义总是基于那些写好的音符，而不是其他——必须被预言。因此，任何音乐家，无论他是多么伟大的器乐家，如果不是像富特文格勒或迪特里希·菲舍爾-迪斯考那样，也是一个占卜式的解释者，那么在某种程度上是片面的，在某种程度上没有精神上的伟大。

## 作品節選

### 商業錄音
阿劳经常举办独奏音乐会：从40岁到60岁，他平均每个乐季举办120场音乐会，且曲目丰富。他曾不时演奏巴赫、莫扎特、贝多芬和肖邦的全套键盘作品；但也安排夏尔-瓦朗坦·阿尔康和费卢西奥·布索尼等不走寻常路的作曲家的曲目，还演奏李斯特的罕见曲目。据估计，阿劳的全部曲目足以不重复地演奏76个独奏晚会，这还不包括60多部与管弦乐队合作的作品。
阿劳曾经为彼得斯出版社修订了净版的贝多芬钢琴奏鸣曲全集的乐谱，并于1962年至1966年在飞利浦唱片公司录制了这套奏鸣曲。1984年至1990年间，他与莫扎特的全套钢琴奏鸣曲一起再次录制了几乎所有这套贝多芬作品。他演奏勃拉姆斯、李斯特、舒曼、肖邦、舒伯特和德彪西等人作品的录音也非常有名。
阿劳的演奏忠于原谱但富于个性，又充满激情。他的琴声与众不同，音色丰富、左手聲音厚实，右手聲音透明。对于这点，有人认为阿劳的琴声听起来含混、粗重，也有人喜欢这种较“圆”的声音，认为听起来像管风琴，还有人说阿劳的手就像是在松软的琴键上翻耕。阿劳虽然演奏忠于原谱，但是擅长使用弹性速度，他称其为前推后拉（push-pull）式的弹性速度，这在阿劳很多的演奏，例如肖邦钢琴协奏曲和夜曲，李斯特钢琴奏鸣曲，勃拉姆斯钢琴协奏曲等的录音中都可以感受得出来。和其他钢琴家比较，阿劳是少数可以在德奥严肃曲目（贝多芬，布拉姆斯）和浪漫派曲目（肖邦，李斯特）都可以做出典范级演奏的钢琴家。
早年的阿劳享有炫技大师（virtuoso）的称号，演奏速度偏快，而且技巧凌厲，但中年以后他演奏的速度变得越来越慢，越来越深思熟虑，氣勢宽宏，充滿气魄。许多评论家感觉在他最亲近的母亲的去世之后，阿劳的整个风格变得内省而且更加個人化，在阿勞的唱片錄音中可以見證他風格的轉變。然而，即使在他的职业生涯后期，他在现场音乐会中的演奏也往往不如在录音室录音时那样克制。
阿劳早期的演奏被乐评家形容是“天真不做作”，到阿劳65s-80s时期的演奏，弹性速度的使用更是明显，因此中后期的演奏更可体现出阿劳演奏的伟大和独特性。阿劳在很多曲目都留下多次录音，最有名的就是布拉姆斯第二号钢琴协奏曲的八次录音（六次次现场，两次录音室），其中很多都没有正式发行，在这八次录音当中，最受推崇的就是1976年与伊戈尔·马克维奇（INA发行）和1968年与根纳季·罗日杰斯特文斯基（Doremia发行）的录音。李斯特钢琴奏鸣曲也是阿劳的拿手好戏，相较于其他激情浮夸的演奏，阿劳的演奏显得时而哲思时而激情，从阿劳的访谈录可以看出阿劳对这首曲子充满了文学的想像，阿劳为李斯特钢琴奏鸣曲留下了六次录音（四次现场，两次录音室），其中备受推崇的是1976在长岛（Piano Classics发行）和1977在多伦多（Marston发行）留下的现场录音。以下，節選部分具代表性的錄音：
- (CD). 20世紀偉大鋼琴家（英语：Great Pianists of the 20th Century） 4. Philips Classics. 1998. 456 706-2.
- (CD). 20世紀偉大鋼琴家 5. Philips Classics. 1998. 456 709-2.
- (CD). 20世紀偉大鋼琴家 6. Philips Classics. 1999. 456 712-2.
- (CD). DUO. Philips Classics. 468 912-2.

## 個人生活
1937年，阿劳与德国犹太女中音鲁思·施耐德（Ruth Schneider，1908－1989）结婚。他们有三个孩子：卡门（Carmen，1938－2006）、马里奥（Mario，1940－1988）和克里斯托夫（Christopher，1959－）。他的家庭生活幸福、融洽。他们一家人经常在夏天到位于纽约皇后区的道格拉斯顿的寓所度假。

## 外部連結
- ArrauHouse （页面存档备份，存于），关于阿劳的综合网站
- Arrau site français （页面存档备份，存于），阿劳的唱片、曲目和信息
- 克劳迪奥·阿劳的传记简介 （页面存档备份，存于）
- Decca & Philips上的克劳迪奥·阿劳的传记和唱片
- Marston Records的克劳迪奥·阿劳传记
- Answers.com上的克劳迪奥·阿劳传记 （页面存档备份，存于）
- 克劳迪奥·阿劳的Discogs页面（英文）
- 克劳迪奥·阿劳的传记 （页面存档备份，存于） （西班牙語）
- 在Find a Grave上的克劳迪奥·阿劳
- YouTube上的克劳迪奥·阿劳介绍贝多芬的钢琴协奏曲